# Distrito de Le Locle
El distrito de Le Locle (en francés: district du Locle) era uno de los seis distritos del cantón de Neuchâtel, en Suiza. Contaba con una población de 14.345 habitantes (en 2008) y una superficie de 137,85 km². Estaba formado por 7 comunas y su capital era Le Locle. Ha desaparecido el 1 de enero de 2018.

## Geografía
Al norte limitaba con el distrito de La Chaux-de-Fonds, al este con los distritos de Neuchâtel y Val-de-Ruz, al oeste con el departamento del Doubs (FRA-I), y al sur con los distritos de Boudry y Val-de-Travers.

## Comunas
| Distrito de Le Locle | Distrito de Le Locle   | Distrito de Le Locle |
| Comunas              | Población (31.12.2016) | Superficie km²       |
| -------------------- | ---------------------- | -------------------- |
| Brot-Plamboz         | 268                    | 16.03                |
| La Brévine           | 632                    | 41.82                |
| La Chaux-du-Milieu   | 499                    | 17.28                |
| Le Cerneux-Péquignot | 329                    | 15.67                |
| Le Locle             | 10 433                 | 23.14                |
| Les Brenets          | 1041                   | 11.53                |
| Les Ponts-de-Martel  | 1294                   | 18.23                |
| Total (7)            | 14 496                 | 137.85               |